# Рауль Юссон
Рауль Юссон (фр. Raoul Husson; 1901, Корсьє, Вогези, Франція — 15 вересня 1967, Ле-Сабль-д'Олонн, Франція) — французький учений, математик, дослідник голосоутворення.

## Біографія
Народився 1901 року в невеликому французькому містечку Корсьє, Вогези. Мати була родом з Ельзасу, померла навесні 1914 року. Батько родом з Лотарингії, працював педагогом у школі, з початком Першої світової війни був мобілізований до армії. Юному хлопчикові, що залишився фактично без батьків, дали притулок батьки матері в Нансі, де Юссон здобув середню освіту, а також навчався в консерваторії. 1921 року перебрався до Парижа, вступив до Вищої нормальної школи, яку закінчив 1924 року. Далі Юсон займав різні адміністративні посади, здобув ступінь доктора наук, поступово спеціалізувався на фізіології гортані. Рауль Юссон був засновником та генеральним секретарем Французької асоціації з вивчення фонації та мови. Читав лекції у Сорбонні. 1967 року збитий автомобілем на французькому приморському курорті.

### «Ніколя Бурбаки»
1923 Рауль Юссон, бувши старшокурсником, вирішив розіграти молодих студентів, зібравши їх і оголосивши, що збирається читати лекції про доказ «теореми Ніколя Бурбакі» (яка не існує насправді). Пізніше з цього гуртка молодих людей виросла група найвпливовіших учених-математиків, яка взяла колективний псевдонім «Ніколя Бурбаки».

### Нейрохронактична теорія голосоутворення
У 1950-х роках Рауль Юсон запропонував свою теорію, яка пояснювала роботу голосових складок. Згідно з нейрохронаксичною теорією робота голосових складок здійснюється дією нервових імпульсів, що надходять з кори головного мозку до голосових м'язів. Нейрохронаксична теорія є дискусійною і отримала загального визнання.

## Публікації
- La voix chantée: commande cérébrale des cordes vocales, 1960
- Physiologie de la phonation, Masson Et Cie — 1962
- Étude théorique et expérimentale de la sirène glottique et …, 1965
- Mécanismes cérébraux du langage oral et structure des langues, 1968
- Reflexions sur le chant: M. Benharoche. Préface et présentation de …, Maurice Benharoche, Henri Busser, Jacques Janin, 1938
- Les Phénomènes reactionnels de la voix: Étude physique, avec Dr. Jean Tarneaud — 1933
- La Phonation chez l'homme: results nouveaux et vues nouvelles, 1958
- La Réponse de l'effectueur laryngien aux impulsions, 1953
- Le chant, Presses universitaires de France, 1962.
- Principes De Métrologie Psychologique, Éditions Hermann. — 1937
- L'Analyse statistique des aptitudes et des fonctions mentales, Alcan, 1936
- Le Chant scientifique: Contribution à l'étude de l'émission vocale normale, A. Labriet, 1927